# TE1G型煤气内燃机车
TE1G型煤气内燃机车是一种由苏联研制、装用煤气发动机、可燃用固体燃料的煤气内燃机车，第一台机车于1951年试制成功。中国亦曾经在1959年引进过两台TE1G型机车进行试验，称之为NDQ型煤气内燃机车。TE1G型煤气内燃机车是在TE1型柴油机车的基础上改造而成，每台机车由一辆内燃机车和一辆装载煤气发生器的煤水车组成，机车以无烟煤作为燃料，煤炭在煤气发生炉内进行气化产生煤气，将煤气和空气按一定比例注入内燃机气缸中形成混合燃烧气体，气体在气缸内被压缩到保证液体燃料燃烧的自燃温度，然后将柴油经过喷油器喷入气缸内进行点火。然而，由于发动机磨损和管道腐蚀等原因，加上国家石油产量增加，中苏两国都不再继续发展煤气内燃机车。

## 发展历史

### 早期研究
二十世纪初期，当内燃机车刚刚出现在苏联铁路之时，就已经有人提出在这种机车上使用固体燃料的问题。虽然内燃机车的热效率远比蒸汽机车为高，但内燃机需要使用成本较昂贵的液体燃料。由于当时石油工业的开采技术水平还比较落后，而且石油资源储量尚未经过详细勘探探明，加上日益发展的汽车和航空交通都需要大量燃油，使石油成为一种需求不断趋升的天然资源，因此在靠近煤炭生产地区和远离石油生产地点的铁路上，用固体替代液体燃料的内燃机车就有其特别的经济价值。1926年，在苏联交通人民委员部总工程师彼得·瓦西里耶维奇·雅各布森（П. В. Якобсон）的领导下，设计了一个将Eel2型柴油机车改造为煤气内燃机车的项目。1932年起，列宁格勒铁道运输工程学院的研究部门与列宁格勒煤气发生器工厂合作，先后进行了几个煤气内燃机车的设计项目，最后一个项目于1936年完成设计，设想建造一台2-6-1轴式的机车，配备液力机械传动装置和一台1860马力的串联卧式四缸四冲程双作用活塞发动机，五个可燃用无烟煤的煤气发生炉安置在一台六轴煤水车上。
1939年，科洛姆纳机械制造厂建造了一台实验性的TP1型内燃蒸汽机车，该型机车是以FD型蒸汽机车为基础的混合动力机车，既可以像蒸汽机车一样利用来自锅炉的蒸汽来推动活塞，亦可在活塞内燃用煤气发生炉所产生的煤气来做功。由于这种机车本质上仍然是用蒸汽机作为动力来源，和蒸汽机车相比并没有节省多少燃料，因此没有得到进一步的发展，但该型机车的煤气发生器取得令人满意的效果，并成为后来苏联发展煤气内燃机车的基础。1943年，全苏铁道运输科学研究院铁道工程师П·В·雅各布森和А·А·波伊达（А. А. Пойда）建议将Eel型柴油机车改造为可燃用褐煤的煤气内燃机车。不久之后，随着更先进的TE1型柴油机车开始投入生产，煤气内燃机车的改造目标车型又变为TE1型柴油机车，取代了技术落后的Eel型柴油机车。

### 研制过程
1940年至1948年，全苏铁道运输科学研究院开展了一系列的试验研究，旨在解决内燃机的煤气供应和混合燃料燃烧问题。按照技术设计规划，固体燃料在煤气发生炉内进行气化作用，而机车内燃机通过燃烧混合燃料来工作，通过氣阀将煤气和空气按一定比例注入内燃机气缸中形成混合燃烧气体，气体在气缸内被压缩到保证液体燃料燃烧的自燃温度，然后将柴油经过喷油器喷入气缸内进行点火，燃烧热量的75～85％来自煤气，其余15～25％来自液体燃料。与单纯燃用煤气的内燃机相比，使用混合燃料能达致较高的燃烧效率和输出功率，并且只需对柴油机本身作微小的改动，机车总效率预计为16～18％。
1950年8月，苏联第一台煤气内燃机车（TE1G-20-187）完成改造出厂，经煤气化改造后的TE1型柴油机车被称为TE1G型煤气内燃机车。燃烧无烟煤的燃气发生炉被放置在四轴煤水车上，煤水车采用类似棚车的车体和ЦНИИ-ХЗ型转向架，车轮直径为950毫米，固定轴距为1800毫米，车钩中心间距长度为12,100毫米。燃气发生炉采用干式除渣顺吸式气化过程，机车发动机的涡轮鼓风机将空气供给煤气发生炉，并在进入炉膛的空气中混入一定比例的蒸汽，使固体燃料在煤气发生炉内进行气化作用，产生的煤气再经过过滤器滤清后供给机车上的内燃机。1951年底，TE1G-20-187号机车被送往伏尔加铁路局上巴斯昆恰克机务段进行热工试验。
1952年，全苏铁道运输科学研究院决定扩大煤气内燃机车的试制规模，并由乌兰乌德机车车辆修理厂改造出另外5台TE1G型煤气内燃机车（114、146、176、209、210），均配属上巴斯昆恰克机务段投入运用。1954年，乌兰乌德机车车辆修理厂又制造了10台TE1G型煤气内燃机车（包括90～96号），同时对设计进行了一些修改，以提高发动机和煤气发生器的可靠性和耐用性。1950年至1954年间，共有16台机车被改造成TE1G型煤气内燃机车。与此同时，除了1000马力的TE1G型煤气内燃机车外，哈尔科夫运输机械制造厂还制造了2000马力的TE4型煤气内燃机车。

### 运用试验
在巴斯昆恰克机务段的运用试验结果显示，TE1G煤气内燃机车的总效率为14～16％，与担当相同运输任务的ША型蒸汽机车相比，煤气内燃机车的每吨公里燃料消耗少5.5倍。但液体燃料的消耗量却比预期高很多，燃油消耗量为TE1型柴油机车的35～40％，主要原因是煤气发生炉在变动工况下产生的煤气热值有所降低，而且在牵引列车起动或内燃机快速提高输出功率的情况下，煤气供应量需要一段时间才能达到内燃机的需求，时间短则0.5～5分钟，有时候甚至长达10分钟，因此当煤气供应不能满足发动机功率的时候，将消耗更多的液体燃料以补足燃烧需要。另外，煤气内燃机车的走行距离也较短，TE1G型机车在中途没有补给燃油和水的情况下，最大运行距离只有500公里，而TE1型柴油机车一次加油则可走行1200公里。但更大的问题在于煤气杂质，煤灰和灰尘等杂质进入发动机中，不仅会损坏气缸盖和气阀阀门，还还使机油变质和润滑性变差，从而导致气缸套、活塞环、曲轴的磨损增加，并且还导致的气体管路的腐蚀。例如，TE1型机车的曲轴寿命可达45～50万公里，TE1G型机车在走行11～16万公里之后就必须更换或修理曲轴。
1950年代起，苏联石油产量随着炼油业的发展大幅提高，铁路燃料的供应问题已经得到基本解决。1956年，苏联开始批量生产装用2D100型二冲程柴油机的TE3型柴油机车，再加上TE1G、TE4型煤气内燃机车在试验过程中发现的技术缺陷，导致了苏联放弃发展煤气内燃机车。到了1958年，除了提供给中国试用的两台机车（TE1G-20-096、TE1G-20-127），其余TE1G型煤气内燃机车已经被复原为TE1型柴油机车。

### 引进中国

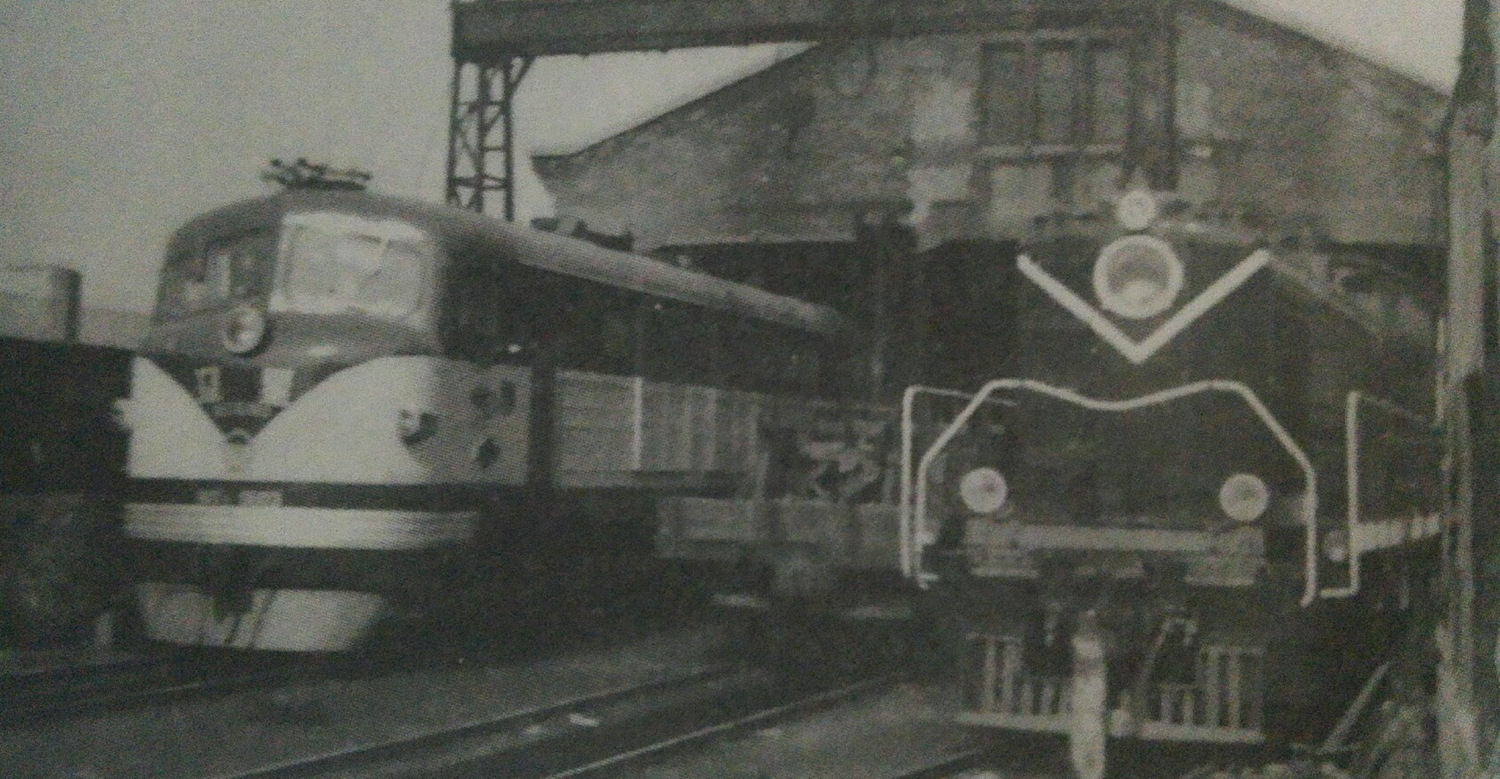
1960年的北京内燃机务段，右为NDQ-1号煤气内燃机车，左为卫星型液力传动内燃机车

1950年代，中国的石油工业尚处于起步阶段，通过大规模恢复西北老油田、对陕甘宁地区的重点勘探等措施，中国原油产量虽然逐年上升但仍供不应求。为缓解石油供应紧张状况，国家每年花费大量外汇从苏联进口石油产品。1956年8月，由中国铁道科学研究院编制的中国首个铁路科技发展规划——《1956年—1967年铁道科学技术发展远景规划》在全国铁道科学工作会议上讨论通过，指出“技术政策的中心环节是牵引动力改革，要迅速地、有步骤地由蒸汽机车转到电力机车和内燃机车上去”。同时，鉴于当时中国石油产量不多、煤炭蕴藏量丰富的局面，中国提出了“发展新型热力机车”的目标，“除研究改进蒸汽机车外，应积极展开煤气内燃机车和电力机车的研究，并尽快研究燃气轮机车”。1957年，铁道科学研究院机车车辆研究所初步确定了加压煤气发生炉的技术方案，随后委托大连通用机器厂（今大连橡胶塑料机械股份公司）代为试制，并于1958年进行了煤气发生炉的试验。
1958年1月，中苏两国又签订了中苏政府《关于共同进行和苏联帮助中国进行重大科学技术研究的议定书》，当中包括苏联帮助中国研究“用煤气发生炉的活塞式内燃机车和燃用液体燃料和固体燃料的燃气轮机车”。1959年1月至6月，由苏联向中国提供2台经改造的TE1G型煤气内燃机车（TE1G-20-096、TE1G-20-127），全苏铁道运输科学研究院并派出专家与中国铁道科学研究院、铁道部机务局、一机部机车车辆研究所等合作，在中国的集二铁路进行了为期半年的试验，主要研究国产无烟煤是否适合此种煤气发生炉，检验发动机主要部件的磨耗和腐蚀情况，以及煤气内燃机车的运用及检修情况，并研究在某些缺水地区的铁路上用煤气内燃机车代替蒸汽机车的可行性。1959年5月至6月，全苏铁道运输科学研究院内燃机车研究所所长富弗良斯基访华，参加了TE1G型煤气内燃机车的试验总结及卫星型柴油机车的设计审查。试验完成后，中华人民共和国铁道部从苏联购入其中一台机车，并且命名为NDQ型煤气内燃机车，“N”代表内燃、“D”代表电力传动、“Q”代表煤气。
试验结果显示，煤气发动机的零部件磨损情况严重，亦未能解决煤气管路腐蚀问题。此外，由于需要随同装载煤气发生炉的煤水车工作，煤气内燃机车的制造成本也比较高，而且研制大功率煤气内燃机车的技术难度太大。1960年代初，随着中国东北松辽盆地的大庆油田逐步开发投产，作为内燃机车液体燃料的柴油得以保证供应，此后研制煤气内燃机车的计划因而被搁置，铁道牵引动力内燃化的重心亦转移到柴油机车。后来，NDQ-1号机车亦改为调车柴油机车，配属北京铁路局北京内燃机务段使用。

## 参看
- TP1型内燃蒸汽机车（俄语：Теплопаровоз ТП1）
- TE4型煤气内燃机车
- TE1型柴油机车
- 燃氣渦輪機車